# Gerhard Lutz (Künstler)
Gerhard Lutz (* 22. Dezember 1942 in München) ist ein deutscher Künstler (vor allem Keramiker) und Fotograf.

## Ausbildung
Nach dem Abitur an einem Münchener Gymnasium im Jahr 1962 schrieb sich Lutz ein Jahr später an der Ludwig-Maximilians-Universität München ein, wo er Kunstgeschichte studierte. Zudem erhielt er an der Akademie der Bildenden Künste München eine vertiefte Ausbildung im Fach Malerei bei Adolf Hartmann und in der Bildhauerei bei Heinrich Kirchner. Nachdem er 1967 Meisterschüler bei Heinrich Kirchner geworden war, schloss er im Jahr 1968 das Studium für das Lehramt an Gymnasien und ein Jahr später den Diplomstudiengang ab.

## Lehrtätigkeit
Nach Abschluss des Referendariats (Luitpold-Gymnasium München und St.-Gotthard-Gymnasium (Niederaltaich)) unterrichtete er von 1970 bis 2004 am St.-Gotthard-Gymnasium, wo er es verstand, das Fach Kunsterziehung als ein essentielles Schulfach am musischen und neusprachlichen Gymnasium zu etablieren. So schreibt Schulleiter Gerhard Gilch über Lutz: 

„Quer durch alle Jahrgangs- und Altersstufen gelang es ihm, die Schüler an die Kunst heranzuführen, für sie neue Räume und Perspektiven zu eröffnen, ihnen das Gefühl zu geben selbst künstlerisch tätig werden zu können, ihnen künstlerisches Selbstbewusstsein zu vermitteln, sie zu fordern und zu fördern.“

## Wirken als Keramiker
Seit 1977 fertigt Lutz keramische Objekte aus Steinzeug und Porzellan an. Dabei entstehen keine klassischen Gefäße, sondern freie künstlerische Gebilde, wie Lutz selbst es formuliert: „Die Formen meiner Objekte erinnern beim ersten Betrachten an Dinge aus der Natur, wie z. B. Knochen, Pilze, Früchte, Meeres- und Mikrolebewesen. Oft kontrastiert eine einfache, kugelähnliche Gesamtform mit einem komplizierten «Innenleben» oder mit filigranhaft fein durchbrochenen Oberflächen“. Dabei interessiert den Künstler also das Mehrschichtige, das Hülle-Kern-Verhältnis. Seine Werke sind seit 1979 weltweit Bestandteil von über 100 Ausstellungen gewesen.

## Wirken als Fotograf
Schon in den frühen 1970er Jahren trat Lutz als ausgezeichneter Fotograf in Erscheinung. Der Künstler nimmt vor allem Fotografien in schwarz-weiß auf, wobei seine Schwerpunkte die Ablichtung architektonischer Formen bzw. technischer Details und die Darstellung von Körperlandschaften. Dabei werden bei reduzierten Aufnahmen von menschlichen Körpern Assoziationen an Landschaften hergestellt.

## Auszeichnungen
Für sein umfangreiches und qualitativ herausragendes Werk wurden Lutz zahlreiche Auszeichnungen verliehen. Unter anderem erhielt er im Jahr 1983 der Bayerische Staatspreis (Goldmedaille). Bei zahlreichen, auch internationalen, Keramikwettbewerben wurde Gerhard Lutz mit Diplomen ausgezeichnet, so z. B. 1986 und 1989 beim Internationalen Keramikwettbewerb in Mino (Japan) oder 1987 und 1990 bei den Internationalen Welttriennalen der Kleinkeramik in Zagreb (ehemaliges Jugoslawien).